# مارکوس گوندرا
مارکوس گوندرا (انگلیسی: Marcos Gondra؛ زادهٔ ۱ ژانویهٔ ۱۹۸۷) بازیکن فوتبال اهل اسپانیا است که در حال حاضر برای لیگ برتر فوتبال هنگ کنگ بازی می‌کند.